# 范天顺
范天顺（？－1273年），中國南宋将领。
范文虎之侄。官至荆湖都统。元军围困襄樊（今属湖北襄樊市）时，随张顺及張貴入援并留守当地。1273年初（咸淳九年正月），樊城被攻破後自缢。牛富、王福等力戰後投火自殺。同年4月，宋朝廷追赠定江军承宣使。

## 延伸阅读
[在维基数据编辑]
 《宋史·卷450》，出自脱脱《宋史》